# Luiz Palmier
Luiz Palmier (Sapucaia, 21 de setembro de 1893 — Rio de Janeiro, 16 de outubro de 1955) foi um professor, farmacêutico, médico, historiador, geógrafo e jornalista brasileiro. Além da medicina, participou ativamente dos movimentos intelectuais e filantrópicos do Estado do Rio de Janeiro.

## Biografia
Terceiro filho de seis que o casal Felício Palmier e Florisbela da Silva Palmier viriam a ter. Seus pais eram lavradores e viviam basicamente da agricultura.
Luiz Palmier passou a infância e fez seu ensino primário na localidade de Anta, um dos distritos do município de Sapucaia, no interior do estado do Rio de Janeiro. Em 1910, aos 17 anos, muda-se para a cidade de Juiz de Fora, no estado de Minas Gerais com o objetivo de concluir o ensino secundário no Colégio Granbery.
Ainda em Minas Gerais, Palmier, em 1912, pela Escola de Farmácia de Ouro Preto, forma-se em farmácia.
Luiz Palmier muda-se para a cidade do Rio de Janeiro, então capital federal do Brasil; onde se forma como médico em 1918 pela então  Faculdade de Medicina da Universidade do Brasil, atual Universidade Federal do Rio de Janeiro.
Frequentando o município de São Gonçalo desde 1918, desde então, Palmier, esteve envolvido na organização do serviço de saúde, assistência à maternidade e à infância, educação e cultura, estabelecendo relações com políticos e letrados.
Luiz Palmier criou e participou de campanhas e associações civis voltadas para a construção do primeiro Hospital Municipal da cidade, que seria inaugurado em 1934 vindo a Palmier a se tornar seu primeiro diretor. Visando a promoção e proteção da saúde das crianças e adolescentes cria o Centro de Puericultura e o Instituto Gonçalense à Maternidade e à Infância. Ainda colaborou na manutenção de diversas entidades sociais, recreativas e filantrópicas da cidade.
Além de Niterói e São Gonçalo, Luiz Palmier atuou como médico em diversas regiões do Estado do Rio de Janeiro, tais como Baixada Fluminense e Região dos Lagos.
Palmier destacou-se na Sociedade Fluminense de Assistência aos Lázaros e Defesa Contra a Lepra, realizando campanhas de combate a doença hanseníase e assistência aos filhos e familiares dos doentes. Em 1934 fez uso do seu cargo de deputado estadual para cobrar do Poder Executivo a construção de um leprosário no estado do Rio de Janeiro, para dar tratamento digno aos doentes; Palmier chamou a atenção para a precariedade do Estado do Rio de Janeiro nesta questão quando comparado a outros estados brasileiros. Luiz Palmier conseguiu angariar o apoio a sua causa de Alzira Vargas, que era primeira-dama do estado do Rio de Janeiro e filha do então Presidente da Republica Getúlio Vargas.
Em 1942 torna-se professor catedrático de Microbiologia da Faculdade de Farmácia e Odontologia do Estado do Rio de Janeiro, considerada a primeira instituição de ensino superior do antigo Estado do Rio de Janeiro. Posteriormente Palmier tornaria-se diretor desta faculdade. Como professor ainda atuaria na Faculdade Fluminense de Medicina e na Escola Superior de Agricultura do Estado do Rio. Porém, antes disto, em 1910, já havia tido experiência com o magistério, sendo professor de ensino primário em sua cidade natal: Sapucaia.
Foi sócio-fundador da Sociedade de Medicina e Cirurgia de Niterói, atual Associação Médica Fluminense

### Atuação política
Luiz Palmier entra na politica, torna-se  vereador da cidade de São Gonçalo. E pela União Progressista Fluminense, é eleito deputado estadual à Assembleia Legislativa do Estado do Rio de Janeiro, na época encarregada de fazer uma nova constituição estadual; ficou neste cargo entre 1936 e 1937.

### Atuação no jornalismo
Luiz Palmier também atuou no jornalismo, escrevendo para diferentes periódicos, tais como: "Jornal do Commercio", "Jornal do Brasil" e "Gazeta de Notícias", na cidade do Rio de Janeiro; "O Estado", "O Fluminense", "Diário do Povo", "A Gazeta de São Gonçalo", "O São Gonçalo", "A Comarca"; na região de Niterói e São Gonçalo; e em sua cidade natal nos jornais "A Sapucaia" e "Sapucaiense", neste último ainda ocuparia o cargo de redator-chefe.

### Atuação cultural
Luiz Palmier foi bastante atuante na área de educação e cultura.
Foi membro de diversas instituições importantes em sua época, tais como: Sociedade Brasileira de Geografia, Conselho Nacional de Geografia do Instituto Brasileiro de Geografia e Estatística, Instituto Fluminense de Cultura, Academia Niteroiense de Letras, Instituto Histórico e Geográfico de Santa Catarina, Associação Brasileira e Fluminense de Imprensa, União Agrícola Fluminense, Federação dos Escoteiros Fluminenses, Campanha Nacional de Educandários Gratuitos, Cenáculo Fluminense de História e Letras entre outros.
Ainda foi secretário da Comissão de Folclore do Estado do Rio de Janeiro da Unesco.

## Falecimento
Luiz Palmier morreria em 1955 no Hospital Central do Exército (HCE), na cidade do Rio de Janeiro, em decorrência de leucemia. Ele foi Capitão-Médico da Reserva do Exército Brasileiro. Possuía a Medalha de Prata do "Cinquentenário da Proclamação".
Foi sepultado no cemitério municipal de São Gonçalo; cujo cortejo, que partiu da Igreja Matriz da cidade, reuniu grande quantidade de pessoas. O então prefeito da cidade, Joaquim Lavoura, decretou luto oficial de três dias.
Deixou viúva Olga Benevides Palmier, professora de música; que era integrante de tradicional família das cidades do Rio de Janeiro e de São Gonçalo, os Correia de Sá e Benevides, que remontam suas origens ao fundador da atual capital fluminense, Estácio de Sá.

## Homenagem e Reconhecimento
Ainda em vida recebeu a Medalha de Honra ao Mérito outorgada pela Rádio Nacional, como premio por seu trabalho de solidariedade humana.
Uma das principais unidades de saúde da cidade de São Gonçalo, o hospital municipal que Luiz Palmier lutou para ser construído e do qual foi diretor, recebeu a denominação de Hospital Dr. Luiz Palmier (HLP).
O nome de Luiz Palmier foi escolhido como patrono da cadeira número 23 da Academia Fluminense de Medicina, em 1975.ref name="Revista">Célio Erthal Rocha (2016). «Eduardo Kraichete: o médico» (PDF). Niterói: Revista Associação Médica Fluminense (67): 18. Consultado em 3 de março de 2024</ref>
Em sua homenagem um logradouro público no bairro do Barreto, na cidade de Niterói, recebeu durante a administração do prefeito Alberto Fortes a denominação de Rua Doutor Luiz Palmier.
De semelhante modo, o município de São Gonçalo nomeou a popularmente conhecida Praça do Rodo com o nome oficial de Praça Doutor Luiz Palmier, situada no Centro da cidade. O nome popular de Praça do Rodo deve-se ao fato histórico de que, no passado, ela era o local onde os bondes rodavam e retornavam em direção à cidade de Niterói.

## Obras publicadas
Entre os seus livros e estudos publicados, destacam-se:
- A lepra – problema mundial, ANAIS das Primeiras Jornadas Médicas do Estado do Rio de Janeiro: Realizadas em Julho de 1935 na cidade de Campos. Oficinas Graficas da Escola do Trabalho: Niteroi, 1935.
- São Gonçalo cinquentenário : história, geografia, estatística ,  Rios: São Gonçalo, 1940. (Em comemoração à emancipação político-administrativa do município)
- Maurício de Abreu um pioneiro da Democracia, Minerva: Rio de Janeiro, 1952. (Em homenagem à Joaquim Maurício de Abreu político da cidade de Sapucaia que governou o Estado do Rio de Janeiro entre 1894 e 1897)
- Monografia do Município de Sapucaia
- Cidades Fluminenses
- A B.C.G. na Maternidade do Hospital de São Gonçalo